# Mixophyes australis
A Mixophyes australis a kétéltűek (Amphibia) osztályának békák (Anura) rendjébe, a Myobatrachidae családba, azon belül a Mixophyes nembe tartozó faj.

## Előfordulása
Ausztrália endemikus faja. Új-Dél-Wales államban, a Macleay folyó déli oldalán a Carrai Plateau-n, illetve ettől délre Victoria állam East Gippsland régiójáig, 200–1000 m-es tengerszint feletti magasságban honos.

## Taxonómiai helyzete
Sokáig úgy vélték, hogy ezek a békák a Mixophyes balbus faj déli populációihoz tartoznak, és csak 2023-ban ismerték el új fajként, amikor egy filogenetikai vizsgálat megállapította, hogy jelentősen eltér a Mixophyes balbus fajtól, és így új fajként írták le. A két faj elterjedési területét a Macleay folyó választja el egymástól.

## Megjelenése
Háta sárgás árnyalatú, világosbarnától a sötétszürkésbarnáig terjedő színű, középen egy sötétebb hosszanti csíkkal vagy foltok sorozatával. Az orrlyukától a szem mellett és a dobhártya fölött egy fekete csík húzódik, orra hegyén pedig egy sötét háromszög alakú folt található. Hasa fehér vagy sárga.

## Életmódja
Tavasztól őszig, eső után szaporodik. A petéket lazán vagy csomókban rakja le nagyon sekély vízbe, sziklás patakok mellé ásott nedves kavics- vagy levélaljafészkekbe. Az ebihalak akár 8 cm hosszúak is lehetnek, sötétszürke vagy majdnem fekete színűek. Gyakran a víztestek alján maradnak, és legalább 15 hónapig tart, amíg békává fejlődnek.

## Természetvédelmi helyzete
Újonnan leírt faj, ezért a vörös lista jelenleg még nem tartja nyilván. A faj elterjedési területének kétharmadáról eltűnt. A Sydneytől délre élő populációk száma drámaian csökkent, és a Victoria állambeli populációkat kihaltnak vélik, bár az északi populációkat stabilnak tartják. A Mixophyes balbus fajjal ellentétben, amely a magas hegyeket kedveli, a Mixophyes australis hegyvidéki és alföldi populációit egyaránt észlelték.